# Saurida argentea
Espèce
Statut de conservation UICN

LC16 août 2019 : Préoccupation mineure
Saurida argentea est une espèce de poissons de la famille des Synodontidae.

## Systématique
L'espèce Saurida argentea a été décrite pour la première fois en 1881 par William John Macleay (1820–1891).

## Distribution
Cette espèce se croise dans la zone intertropicale, dans les océans Indien et Pacifique, plus particulièrement le long des côtes de Madagascar, des Philippines, du Tonga, de l'Indonésie, des Tuvalu et de Tahiti.

## Description
Saurida argentea peut mesurer jusqu'à 29 cm.
Cette espèce se trouve principalement sur le plancher océanique au large, à des profondeurs variant de 1 à 70 m.

## Étymologie
Son épithète spécifique, argentea, fait référence à sa couleur argentée.

## Publication originale
- (en) William Macleay, « Descriptive catalogue of the fishes of Australia. Part IV », Proceedings of the Linnean Society of New South Wales, Sydney, vol. 6,‎ 1881, p. 202–387 (ISSN 0370-047X, OCLC 1755950, DOI 10.5962/BHL.PART.11870, lire en ligne).